# Auchinleck Talbot
Auchinleck Talbot Football Club, abgekürzt Auchinleck Talbot FC, ist ein Fußballverein aus dem schottischen Auchinleck in der Nähe von Kilmarnock, Ayrshire. Die erste Mannschaft des Vereins spielt in der West of Scotland Football League (Premier Division), der sechsten Klasse im schottischen Ligensystem. In der Saison 2015/16 nahm das Team an der ersten Hauptrunde des schottischen Pokalwettbewerbs teil. Gegründet wurde der Verein 1909. Mit elf Titeln ist Auchinleck Talbot Rekordsieger des Scottish Junior Cups.